# نيكولاس كارابيلاس
نيكولاس كارابيلاس (باليونانية: Νίκος Καράμπελας)‏ (20 ديسمبر 1984 ببيرغوس في اليونان - ) هو لاعب كرة قدم يوناني في مركز الدفاع. شارك مع منتخب اليونان تحت 21 سنة لكرة القدم ومنتخب اليونان لكرة القدم. أما مع النوادي، فقد لعب مع أريس تسالونيكي وأيك أثينا وريال بلد الوليد ونادي ليفانتي وPaniliakos F.C. ‏.

## وصلات خارجية
- نيكولاس كارابيلاس على موقع الاتحاد الأوربي (الإنجليزية)
- نيكولاس كارابيلاس على موقع قاعدة بيانات كرة القدم.إي يو (الإنجليزية)
- نيكولاس كارابيلاس على موقع Soccerway.com (الإنجليزية)
- نيكولاس كارابيلاس على موقع AS.com (الإسبانية)